# Денбург, Джон ван
Джон ван Денбург (англ. John Van Denburgh; 1872—1924) — американский герпетолог.
Он поступил в 1891 году в Станфордский университет. В 1897 году ему была присвоена степень доктора наук. Затем он продолжил свою работу в качестве директора музея герпетологической коллекции Калифорнийской академии наук.
После землетрясения 1906 года в Сан-Франциско участвовал в восстановлении потерянных герпетологических экземпляров коллекции и покупке других коллекций. Он опубликовывал в 1922 году двухтомное произведение «The Reptiles of Western North America».
Он покончил жизнь самоубийством в 1924 году во время отпуска на Гавайских островах.